# 地峡

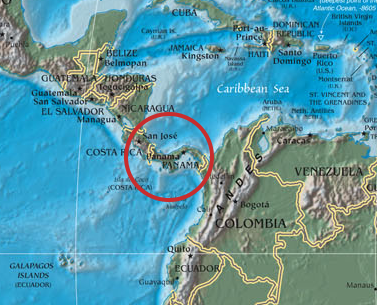
パナマ地峡

地峡（ちきょう、英語: Isthmus, neck of the land）とは、海峡の逆で、2つの陸塊をつなぎ、水域（海や湖）に挟まれて細長い形状をした陸地である。この地形に注目して、スエズ地峡のスエズ運河、パナマ地峡のパナマ運河のように、航路を短縮させるために運河、連水陸路が建設されることがある。
人間による運河開鑿以外に、先史時代に存在した地峡のいくつかは、氷期終了に伴う自然現象の海面上昇で水没し、現在は海峡になっている。イギリス海峡やベーリンジア（現ベーリング海峡）が代表的な例である。

## 主な地峡
- クラ地峡（タイ）
- スエズ地峡（エジプト）
- カレドニア地峡（イギリス・スコットランド）
- カレリア地峡（ロシア - フィンランド）
- コリントス地峡（ギリシャ）
- テワンテペク地峡（メキシコ）
- パナマ地峡（パナマ）
- タラバオ地峡（フランス領ポリネシア・タヒチ島）
- シグネクト地峡（英語版）（カナダ・ノバスコシア州 - ニューブランズウィック州）
- マディソン地峡（英語版）（アメリカ・ウィスコンシン州マディソン）

## 歴史的な地域
- ディオルコス - ギリシャ語で「横切る(dia)」＋ 「陸路輸送機械（holkos）」という意味で、初期の鉄道が使用された。現在はコリントス運河が開通している。